# 府城三郊
府城三郊又稱為臺郡三郊或三郊，為1720年代先後成立的台灣清治時期台南地區之商業公會組織。以安平港與台江為經商根據地的該三郊商分別為北郊蘇萬利，南郊金永順以及糖郊李勝興。。
在經濟上，三郊既合作也競爭，並在台灣社會上，於地主之外形成另外一股民間力量。事實上，這共一百多家來往大陸台灣間的粵閩本籍之商號所組成的三郊，不但連袂帶動了台南地區的商業發展，也讓台灣府城維持了甚久的台灣首府地位。於是出現了在臺灣琅琅上口一府二鹿三艋舺的諺語。

## 簡介

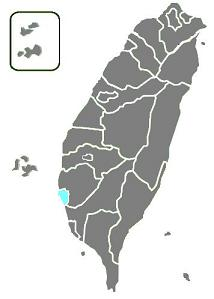
台南於台灣的位置

郊的種類大致可分為兩種：一種是以貿易對象的地理位置為郊名，如台南、艋舺的北郊，就是與中國北方的上海、煙臺、天津等地貿易的商行；台南、鹿港的南郊則是與中國南方的金門、廈門、汕頭、香港等地貿易，此外笨港、鹿港、艋舺（萬華古地名蟒甲，後改寫為「艋舺」，平埔族語，意為「獨木舟」，日本統領台灣以後，嫌艋舺俗氣及字太少見，改為 Ban-ga，類似「萬甲」的發音） 都有廈郊、泉郊，指的就是專與廈門、泉州做生意的商行，澎湖還有台廈郊，專營台灣和廈門的貿易；另一種則是為避免同行間惡性競爭，而成立同業公會而從事特 定商品買賣，例如台南有糖郊、藥郊、絲線郊、綢緞郊、杉郊；笨港有布郊、糖郊、杉郊；鹿港八郊 則包含染郊、油郊、糖郊、布郊等等，皆為這類的郊行。
1683年，武將施琅攻下台灣後，清朝正式將台灣收入版圖，台灣正式邁入清治時期。翌年，清廷設台灣為一府三縣，不過自此的治台初期，清廷始終採取消極政策，直至1722年間爆發朱一貴民變後，清廷才對於台灣或台南地區較有積極性的作為，也在同時，台灣與中國大陸之間的兩岸貿易開始盛行。而因應此熱絡情形，1720年代後，從事兩岸貿易或交易的商號開始聯合成立公會，而此公會即為郊，另外，參與公會的商號則一般通稱為郊商。至於設於台南的府城三郊（嘉慶元年），即為台灣最早設置的郊商，其總部設於南河港上的臺南水仙宮右邊，稱為「三益堂」。

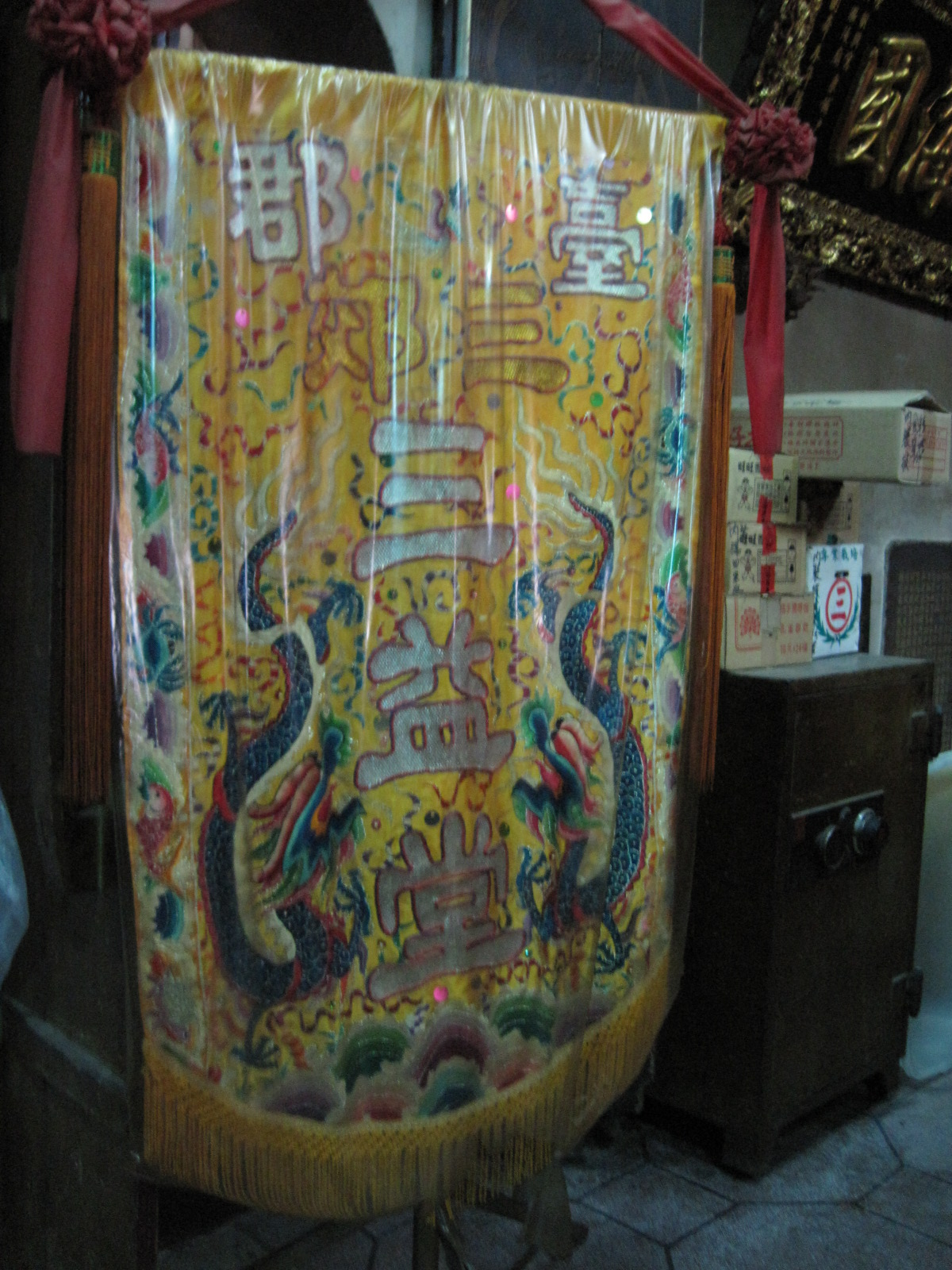
臺南水仙宮的出巡用旗，其上仍寫著「臺郡三郊三益堂」的名號。

1723年至1735年間，以安平港為主要交易港口、台江為主要腹地的台南府城相繼成立三個郊商，此三郊商分別是北郊蘇萬利（乾隆30年），南郊金永順（乾隆37年）以及糖郊李勝興（乾隆45年）。其中，北郊與南郊的分界是以該郊商的中國大陸貿易地點所在做區分：福建福州以北稱為北郊，以南為南郊，另外，糖郊則因為專司做台灣糖業交易而聞名。
清初康雍時期，台南的海岸線約在西門路一帶，到了乾嘉時，因台江淤積，海岸線退到今協進街附近，新生的海埔新生地則由官方與三郊協力疏濬出數條港道，其中供通商使用者5條，號稱「五條港」。道光3年7月(1823年)，台灣西南平原發生大風雨，曾文溪改道挾大量河沙注入台江，千田汪洋盡成海埔，三郊為疏濬河道而幾乎耗空公款，雖幾經修濬，且變換外港，勉強維持至清末，卻已是強弩之末，優勢盡失。
該三郊不但扮演台南地區經濟發展的角色，也深入公益與宗教界。另外，也讓17世紀間本來就為台灣政治經濟中心的台南，繼續於18世紀－19世紀間維持台灣第一大城的地位。因此於台灣清治時期間流傳甚久，所謂「一府二鹿三艋舺」的台灣三大城市說法中，「府」即是指台南府城。

## 北郊
北郊為二十餘商家行號所組成，以蘇萬利商號為各項行文代表。該郊商貿易地點為大陸福州以北之寧波、上海、牛莊、煙台、天津與大連。北郊從台灣之輸出品以糖、龍眼乾、樟腦等為主，而輸入品則有寧波綢緞紫布、四川中藥材、牛莊藥膏及天津棉花等貨物。
三郊於清朝末葉後逐漸沒落，1874年，甘為霖牧師代表長老教會買下北郊「蘇萬利花園」，成為古地的新主人。現今的台南神學院校門，係府城具有歷史性的地點。

## 南郊
南郊為三十餘商家組成，以鍾姓粵籍人士創立的金永順商號為代表。該郊商主要貿易地點為福州府以南之福州、廈門、金門、漳州、泉州、香港、汕頭與南澳。南郊從台灣之輸出品以農產品為主，如：豆類食品，米、魚翅等等，而輸入品則以廈門藥材瓷器、泉州棉布石材、福州杉木、香港廣東之洋布雜貨等貨物為主。

## 糖郊
糖郊約有五十餘商家組成，以李元所創設的李勝興商號為首，剛開始以台灣的糖產出口為主，後來則拓展至各種台灣農產品，如：豆類與米。除此，該糖郊的原產地為台灣東港，鹽水港一帶，因此糖郊又有港郊之別名。

## 沒落與轉變
19世紀初，台江與安平港嚴重淤塞，府城三郊開始失去優勢。1895年，台灣進入日治時期，因為大陸與台灣兩岸貿易數額減低、台灣總督府對台灣主要特產品實行專賣制度、洋商增加、貿易重心轉自台北等因素，該三郊終於一蹶不振。連帶的，台南甚至台灣南部各城市，也因為三郊的沒落，政經發展上受到相當大的影響。
20世紀初期，府城三郊合資產業所轉營的「三郊組合」遭台灣總督府接收並改制為臺南州商工經濟會後，三郊正式走入歷史。最後，比較值得一提的是，三郊改制後的臺南州商工經濟會即為今台南市商業會及雲林、嘉義等縣之商業公會前身。

## 外部連結
- 臺南學電子報第177期（學術文摘）臺南地區的郊商組織 （页面存档备份，存于）
- 臺郡三郊總部水仙宮 （页面存档备份，存于）
- 鹿耳門公館藏經閣|府城三郊與三益堂 （页面存档备份，存于）
- 苦苦甜甜命一般，獨對青山一舉觴-1895年二層行製糖先烈抗日的悲壯歷史 （页面存档备份，存于）
- 花開花謝潮起潮落，繁華攏是夢-從府城總爺街「街頭街尾土地公」說起 （页面存档备份，存于）
- 成功大學-踏溯台南|從舊樓到新樓 （页面存档备份，存于）